# Mataeocephalus kotlyari
Mataeocephalus kotlyari es una especie de pez de la familia Macrouridae en el orden de los Gadiformes.

## Hábitat
Es un pez bentopelágico y marino de aguas subtropicales.

## Distribución geográfica
Se encuentra en Australia.